# مارك بي. تشايلدريس
مارك بي. تشايلدريس (بالإنجليزية: Mark B. Childress)‏ هو سياسي أمريكي، ولد في 1959 في الولايات المتحدة. حزبياً، نشط في الحزب الديمقراطي.